# The Album (álbum de Jonas Brothers)
The Album es el sexto álbum de estudio de la banda estadounidense de pop rock Jonas Brothers. Fue lanzado el 12 de mayo de 2023 a través de Republic Records. Sirve como continuación de su álbum anterior, Happiness Begins (2019). El álbum cuenta con el apoyo del sencillo principal, "Wings", lanzado el 24 de febrero de 2023.

## Antecedentes
El 25 de febrero de 2020, durante una entrevista en The Today Show, Nick Jonas reveló que el grupo había estado trabajando en un nuevo álbum con Ryan Tedder y que los detalles "se anunciarán en las próximas dos semanas", también insinuando que " What a Man Gotta Do ", sencillo que había sido lanzado el mes anterior, serviría como posible sencillo principal. El 23 de septiembre de 2022, el grupo publicó una foto de Nick, Joe y Kevin Jonas en un estudio de grabación con Jon Bellion, quien estaba sentado al piano, en la publicación se decía que estaban en el proceso de creación del álbum, en el que Joe también. insinuó su finalización.

## Lanzamiento y promoción
El 13 de enero de 2023, Nick apareció en The Kelly Clarkson Show, donde afirmó que el álbum se había completado y que los Jonas Brothers estaban "en ese momento de planificación de la campaña de publicidad, el álbum, el sencillo, todas esas cosas ". Dos semanas después, Nick, Joe y Kevin tuvieron una entrevista con Variety, en la que revelaron que el álbum incluye elementos del pop de la década de 1970 y Americana y está parcialmente influenciado por los Bee Gees y los Doobie Brothers, mientras que también revelaron los títulos de algunas canciones del álbum: "Wings", "Montana Sky", "Vacation Eyes", "Little Bird", "Waffle House". El 29 de enero, Joe se burló de un fragmento de "Wings" a través de un vídeo que lo mostraba en un estudio con Nick y Kevin. Al día siguiente, los tres hermanos participaron en el Paseo de la Fama de Hollywood, en el que anunciaron que el álbum se titularía The Album y se lanzaría el 12 de mayo.
El segundo sencillo Waffle House fue presentado durante Saturday Night Live, junto con el tema Walls.

## Recepción Critica
The Album recibió críticas entre positivas y mixtas por parte de la crítica musical, que lo describió como agradable y atemporal. La revista RetroPop Magazine calificó el álbum de atemporal gracias a su plétora de influencias de todas las décadas, mientras que Page Six lo calificó como una corta pero dulce carta de amor a las esposas de los Jonas Brothers.
Helen Brown, de The Independent, dijo del álbum: "En ningún momento The Album busca el límite o la originalidad. Pero habría que ser el grinch de la barbacoa para negar sus vibraciones amorosamente elaboradas.
Stephen Thomas Erlewine de Allmusic comento acerca del álbum: "Después de haber presentado su regreso con facilidad, los Jonas Brothers se enfrentaron a una difícil perspectiva: necesitaban mantener los buenos tiempos de Happiness Begins. Para ello, decidieron prescindir de muchos de los colaboradores de aquel álbum de 2019 y contratar a Jon Bellion, un compositor y productor conocido por sus trabajos con Jason Derulo, Justin Bieber, Maroon 5 y Eminem con Rihanna, como productor ejecutivo. Bellion y los hermanos deciden prolongar la brillante luminosidad de Happiness Begins reforzando las melodías espumosas con grooves brillantes y conmovedores que dividen la diferencia entre la música disco y los revivals modernos de mentalidad retro. Es un sonido ágil y elegante que ayuda a llamar la atención sobre la efervescencia natural del trío sin parecer especialmente azucarado. Sin embargo, parece hecho a medida para el sol, especialmente en un tramo de la segunda mitad en el que los Jonas Brothers cantan sobre "Vacation Eyes", "Summer in the Hamptons" y "Summer Baby", todo lo cual equivale a un EP veraniego enterrado en medio de un LP. A decir verdad, la mayor parte de The Album suena como si se hubiera hecho pensando en la relajación; es todo soft rock resplandeciente y disco atemperado, bandas sonoras para cielos y celebraciones de Montana. Las excepciones a la regla son "Little Bird" y el dúo de Bellion "Walls", un par de temas más lentos e introspectivos que ponen fin a The Album con una nota curiosamente sombría, como si el trío hubiera decidido que se había divertido demasiado y hubiera añadido canciones serias a posteriori".

### The Concerts
Para la promoción del álbum, la banda dio una serie de conciertos que inicio con su segunda residencia de conciertos Jonas Brothers on Broadway, continuando con presentaciones en Inglaterra y Estados Unidos. El 2 de mayo de 2023 se anunció Jonas Brothers: Five Albums. One Night. The Tour, que llevo a la banda de gira por Estados Unidos y Canadá. Y el 27 de julio del 2023 la banda amplió este tour a más ciudades de Estados Unidos, además de países de Latinoamérica, Europa y Oceanía. 
| Fecha               | Ciudad            | País           | Recinto                  |
| ------------------- | ----------------- | -------------- | ------------------------ |
| 14 de abril de 2023 | Londres           | Inglaterra     | Royal Albert Hall        |
| 25 de abril de 2023 | Los Ángeles       | Estados Unidos | The Theatre at Ace Hotel |
| 26 de abril de 2023 | Dallas Fort-Worth | Estados Unidos | Tannahill's Tavern       |
| 28 de abril de 2023 | Baltimore         | Estados Unidos | Baltimore Soundstage     |

### Jonas Brothers on Broadway
La banda realizó su segunda residencia de conciertos de cinco noches en el Marquis Theatre, cada show enfocado en cada uno de los últimos álbumes de la banda, cerrando con la promoción para The Album, además de tocar sus más grandes éxitos:
| Fecha               | Recinto         | Álbum a Presentar             |
| ------------------- | --------------- | ----------------------------- |
| 14 de marzo de 2023 | Marquis Theatre | Jonas Brothers                |
| 15 de marzo de 2023 | Marquis Theatre | A little bit longer           |
| 16 de marzo de 2023 | Marquis Theatre | Lines, Vines and Trying Times |
| 17 de marzo de 2023 | Marquis Theatre | Happiness Begins              |
| 18 de marzo de 2023 | Marquis Theatre | The Album                     |

#### Listas de canciones
| Primera Noche - Jonas Brothers |
| --- |
| 1. S.O.S. 2. Hold On 3. Gooodnight and Goodbye 4. That's Just the Way We Roll 5. Hello Beautiful 6. Still in Love with You 7. Australia 8. Games 9. When You Look me in the Eyes 10. Inseparable 11. Just Friends 12. Hollywood 13. Take a Breath 14. Year 3000 15. Jersey 16. Hesitate 17. What a Man Gotta Do 18. Lonely 19. Only Human 20. Jealous 21. Cake by the Ocean 22. Leave Before You Love Me 23. Wings 24. Sucker |

| Segunda Noche - A Little Bit Longer |
| --- |
| 1. BB Good 2. Burnin' Up 3. Shelf 4. One Man Show 5. Lovebug 6. Tonight 7. Can't Have You 8. Videogirl 9. Pushin' me Away 10. Sorry 11. Got me Going Crazy 12. A Little Bit Longer 13. Closer 14. Toothbrush 15. Jealous 16. Cake by the Ocean 17. Strangers 18. That's Just the Way We Roll 19. Only Human 20. Wings 21. Leave Before You Love Me 22. Sucker |

| Tercera Noche - Lines, Vines and Trying Times |
| --- |
| 1. World War III 2. Paranoid 3. Fly With Me 4. Poison Ivy 5. Hey Baby 6. Before the Storm 7. What Did I Do to Your Heart 8. Much Better 9. Black Keys 10. Turn Right 11. Don't Speak 12. Keep it Real 13. What a Man Gotta Do 14. S.O.S. 15. Levels 16. Toothbrush 17. Jealous 18. Cake by the Ocean 19. Only Human 20. Wings 21. I Believe 22. That's Just the Way We Roll 23. Leave Before You Love Me 24. Sucker |

| Cuarta Noche - Happiness Begins |
| --- |
| 1. Sucker 2. Cool 3. Only Human 4. I Believe 5. Used to Be 6. Every Single Time 7. Don't Throw It Away 8. Love Her 9. Happy When I'm Sad 10. Trust 11. Strangers 12. Hesitate 13. Rollercoaster 14. Comeback 15. Lovebug 16. Year 3000 17. What a Man Gotta Do 18. When You Look Me in the Eyes 19. Close 20. Toothbrush 21. Cake by the Ocean 22. Burnin' Up 23. Leave Before You Love Me |

| Quinta noche - The Album |
| --- |
| 1. Celebrate! 2. Wings 3. Waffle House 4. Sail Away 5. Vacation Eyes 6. Montana Sky 7. Little Bird 8. Walls 9. Jealous 10. Toothbrush 11. Only Human 12. Year 3000 13. What a Man Gotta Do 14. Cool 15. S.O.S. 16. Chains 17. Cake by the Ocean 18. That's Just the Way We Roll 19. Lovebug 20. Strangers 21. Fly With Me 22. When You Look Me in the Eyes 23. Burnin' Up 24. Leave Before You Love Me 25. Sucker |

### Sencillos
"Wings" fue lanzado como sencillo principal el 24 de febrero de 2023.
"Waffle House" fue anunciado como sencillo el 24 de marzo de 2023 y fue estrenado el 7 de abril del mismo año.

## Lista de Canciones
| The Album track listing |                           |             |          |  |
| N.º                     | Título                    | Producer(s) | Duración |  |
| 1.                      | «Miracle»                 | Jon Bellion | 2:21     |  |
| 2.                      | «Montana Sky»             | Bellion     | 2:49     |  |
| 3.                      | «Wings»                   | Bellion     | 1:58     |  |
| 4.                      | «Sail Away»               | Bellion     | 3:12     |  |
| 5.                      | «Americana»               | Bellion     | 2:00     |  |
| 6.                      | «Celebrate!»              | Bellion     | 2:06     |  |
| 7.                      | «Waffle House»            | Bellion     | 2:25     |  |
| 8.                      | «Vacation Eyes»           | Bellion     | 3:32     |  |
| 9.                      | «Summer in the Hamptons»  | Bellion     | 2:07     |  |
| 10.                     | «Summer Baby»             | Bellion     | 2:41     |  |
| 11.                     | «Little Bird»             | Bellion     | 3:09     |  |
| 12.                     | «Walls» (con Jon Bellion) | Bellion     | 4:26     |  |
| 32:47                   |                           |             |          |  |

| Target and Japanese bonus tracks |                                     |             |          |  |
| N.º                              | Título                              | Producer(s) | Duración |  |
| 13.                              | «Waffle House» (alternate version)  | Bellion     | 2:41     |  |
| 14.                              | «Vacation Eyes» (alternate version) | Bellion     | 4:12     |  |
| 39:40                            |                                     |             |          |  |

## Personal
Jonas Brothers
- Nick Jonas - voz
- Joe Jonas - voz
- Kevin Jonas - guitarra, coros (pista 10)

Músicos adicionales
- TenRoc - teclados, programación (todas las pistas); bajo (1, 3-12), guitarra (1, 3, 7, 9-12), coros (6, 9, 10, 12); arreglo de cuerdas, cuerdas (10); batería (12)
- Pete Nappi - guitarra, teclados, programación (todos los temas); arreglo de cuerdas (1, 8, 10), bajo (2, 4), mandolina (2); coros, cuerdas (10)
- Jon Bellion - coros (1-4, 6, 8-11), teclados (3, 4, 8, 9, 12), programación (4)
- Rebecca Perea - violonchelo (1, 8)
- Marcus Brodsky - viola (1, 8)
- Jaycee Cardoso - violín (1, 8)
- Andrew Perea - violín (1, 8)
- Alex Sievren - cuerdas (1)
- Alex Palazzo - guitarra (2)
- The Monsters & Strangerz - programación (2-11)
  - Jordan Johnson - coros (10)
  - Stefan Johnson - coros (10)
- Clyde Lawrence - bajo (3, 11, 12), teclados (3, 8), programación (3), coros (4), melódica (8); batería, guitarra, programación (12)
- Jordan Cohen (músico)|Jordan Cohen]] - teclados (3), programación (3), coros (4, 12)
- Explicit - coros (6)
- Michael Pollack (músico)|Michael Pollack]] - coros (6, 10), teclados (6, 11)
- Richie Cannata]] - saxofón (6)
- Mark Miller - trompeta (6)
- Brad Mason - trombón (6)
- Taylor Nohs - coros (9)
- Gregory "Aldae" Hein - coros (10)
- Sarah Cornet - coros (12)
- Colin Brittain - guitarra (12)
- Johnny Simpson - teclados, programación (12)

Técnicos
- Serban Ghenea - mezcla
- Jon Bellion - producción vocal
- Pete Nappi - producción vocal
- Stefan Johnson - producción vocal (3, 5, 6, 10, 11)
- John Arbuckle - ingeniería (1, 4, 6-8)
- Pete Nappi - ingeniería (2, 4-12), arreglos de grabación (1)
- Nathan Feler - ingeniería (2, 4-12)
- Stefan Johnson - ingeniería (10)
- Augusto Sanchez - ingeniería de mezcla inmersiva (5)
- Joe Grasso - ingeniería de mezcla inmersiva (5)
- John Hanes - ingeniería de mezcla inmersiva (9)
- Bryce Bordone - asistencia de mezcla
- Jeremy Klein - asistencia de ingeniería (2)
- Kyle Reith - ingeniería adicional (9)

## Historial de Lanzamiento
| Región      | Fecha              | Formato(s)                          | Discográfica | Ref.   |
| ----------- | ------------------ | ----------------------------------- | ------------ | ------ |
| Varios      | 12 de mayo de 2023 | CD, descarga digital, streaming, LP | Republic     | [ 22 ] |
| Reino Unido | 12 de mayo de 2023 | Cassette                            | Polydor      | [ 23 ] |

## Charts
| Chart (2023)                       | Peak position |
| ---------------------------------- | ------------- |
| Australia (ARIA)                   | 20            |
| Bélgica (Ultratop flamenca)        | 40            |
| Bélgica (Ultratop valona)          | 39            |
| Canadá (Billboard Canadian Albums) | 19            |
| Países Bajos (Album Top 100)       | 42            |
| Alemania (Offizielle Top 100)      | 99            |
| Irlanda (IRMA)                     | 55            |
| Nueva Zelanda (RMNZ)               | 20            |
| Escocia (Scottish Albums Chart)    | 2             |
| España (PROMUSICAE)                | 56            |
| Suiza (Schweizer Hitparade)        | 88            |
| Reino Unido (UK Albums Chart)      | 3             |
| Estados Unidos (Billboard 200)     | 3             |